# Danił Wasiljew
Danił Wasiljew (ros. Данил Васильев, ur. 22 lipca 2004 w Ałmaty) – kazachski skoczek narciarski, reprezentant klubu SC Ałmaty. Medalista uniwersjady (2023) oraz Igrzysk azjatyckich dzieci 2019. Olimpijczyk (2022), uczestnik mistrzostw świata seniorów (2021, 2023, 2025), mistrzostw świata w lotach narciarskich (2022), mistrzostw świata juniorów (2022) oraz zimowych igrzysk olimpijskich młodzieży (2020). Wielokrotny mistrz kraju.

## Przebieg kariery
Skoki narciarskie zaczął uprawiać za sprawą swojego ojca. Pierwszym trenerem Wasiljewa był Siergiej Oziernych.
Wasiljew w oficjalnych zawodach międzynarodowych rozgrywanych pod egidą FIS zadebiutował w wieku nieco ponad 12 lat – w grudniu 2016 w Notodden dwukrotnie uplasował się w dziewiątej dziesiątce konkursów FIS Cupu. W lipcu 2017 i 2018 dwukrotnie zajmował 4. miejsca w zawodach FIS Youth Cup rozgrywanych w Hinterzarten. W sierpniu 2017 dwukrotnie punktował w konkursach Pucharu Karpat, plasując się pod koniec drugiej dziesiątki zmagań w Planicy.
W lutym 2019 w Jużnosachalińsku wziął udział w 1. Zimowych Igrzyskach Azjatyckich Dzieci – indywidualnie zajął 6. miejsce, a w konkursie drużyn mieszanych, wspólnie z Wieroniką Szyszkiną, zdobył złoty medal. 12 lipca 2019 w Szczuczyńsku po raz pierwszy zdobył punkty FIS Cupu, zajmując 28. lokatę. Dzień później w tej samej miejscowości zadebiutował w Letnim Pucharze Kontynentalnym, plasując się na 35. miejscu. W styczniu 2020 wziął udział w Zimowych Igrzyskach Olimpijskich Młodzieży 2020, zajmując 9. lokatę w konkursie indywidualnym. 15 lutego 2020 w konkursie Pucharu Kontynentalnego rozegranym w Iron Mountain był 26., po raz pierwszy punktując w tym cyklu.
W sezonie 2020/2021 po raz pierwszy przystąpił do rywalizacji w Pucharze Świata – w zawodach w Willingen odpadł w kwalifikacjach do pierwszego konkursu, a w drugim, rozegranym bez kwalifikacji 31 stycznia 2021, zadebiutował w głównej części zmagań, zajmując ostatnią, 54. pozycję. W sezonie 2020/2021 Pucharu Świata jeszcze raz wystąpił w konkursie głównym, plasując się na 40. miejscu w Râșnovie. Na przełomie lutego i marca w Oberstdorfie wystąpił w Mistrzostwach Świata w Narciarstwie Klasycznym 2021. Indywidualnie zajął 49. lokatę na skoczni normalnej i 47. na dużej, a drużynowo uplasował się z Kazachami na ostatnim, 14. miejscu.
5 września 2021 w Szczuczyńsku pierwszy raz w karierze zdobył punkty zawodów najwyższej rangi, zajmując 14. pozycję w konkursie indywidualnym Letniego Grand Prix. W styczniu 2022 w Bischofshofen z kazachskim zespołem uplasował się na 8. pozycji w konkursie drużynowym Pucharu Świata. Wystartował na Zimowych Igrzyskach Olimpijskich 2022, na których indywidualnie zajął 46. miejsce na skoczni normalnej, a na większym obiekcie nie przebrnął kwalifikacji. W marcu 2022 w Zakopanem wziął udział w Mistrzostwach Świata Juniorów 2022 – indywidualnie był 24., a w drużynie męskiej 10. W tym samym miesiącu w Vikersund wystartował także na Mistrzostwa Świata w Lotach Narciarskich 2022, odpadając w kwalifikacjach. W sezonie 2021/2022 Pucharu Świata kilkanaście razy odpadał w kwalifikacjach do konkursów indywidualnych, tylko dwukrotnie biorąc udział w głównej części zmagań (najlepszy wynik, 47. lokatę, zajął w drugim konkursie w Bischofshofen).
5 listopada 2022 w otwierającym Puchar Świata 2022/2023 konkursie w Wiśle zdobył pierwsze w karierze punkty cyklu, zajmując 29. miejsce. W dalszej części sezonu jeszcze dziesięciokrotnie występował w indywidualnych zawodach głównych cyklu, a najwyżej klasyfikowany był na 34. pozycji w Bischofshofen. Wystąpił na Zimowej Uniwersjadzie 2023 w Lake Placid, gdzie zdobył złoty medal w konkursie indywidualnym, a także srebrny w drużynie męskiej, zaś w zespole mieszanym zajął 4. lokatę. Wystartował też na Mistrzostwach Świata Juniorów 2023 w Whistler, na których zajął 7. pozycję indywidualnie i 9. w drużynie męskiej. Na seniorskich Mistrzostwach Świata w Narciarstwie Klasycznym 2023 w Planicy był 50. na skoczni normalnej, 43. na dużej, a także 11. w zespole męskim.
Dwa konkursy Letniego Grand Prix 2023, rozgrywane we wrześniu w Râșnovie, ukończył w pierwszej dziesiątce, zajmując kolejno 10. i 9. miejsce. W sezonie 2023/2024 Pucharu Świata osiem razy wystąpił w zawodach głównych. Nie zdobył punktów, a najwyżej sklasyfikowany był 16 grudnia 2023 w Engelbergu, na 37. pozycji. Na Mistrzostwach Świata Juniorów 2024 zajął 8. miejsce indywidualnie, 9. w drużynie męskiej oraz ostatnią, 15. lokatę w rywalizacji drużyn mieszanych. W marcu 2024 zajął 9. pozycję w konkursie Pucharu Kontynentalnego w Lahti i zwyciężył w FIS Cupie w Zakopanem.
W Letnim Grand Prix 2024 czterokrotnie zdobył punkty, a najwyżej sklasyfikowany był na 18. miejscu w Râșnovie. W sezonie 2024/2025 Pucharu Świata 12 razy wystąpił w zawodach głównych. Raz zdobył punkty cyklu – w jednoseryjnym konkursie w Ruce 1 grudnia 2024 zajął 18. pozycję. Na Mistrzostwach Świata w Narciarstwie Klasycznym 2025 odpadł w kwalifikacjach do obu konkursów indywidualnych, w drużynie mieszanej był 15., a w zespole męskim zajął 10. lokatę.
Wasiljew wielokrotnie stawał na podium mistrzostw Kazachstanu – w październiku 2018 był 2. na skoczni normalnej, w lutym 2019 zwyciężył zarówno na skoczni normalnej, jak i dużej, w październiku 2019 był drugi na obiekcie normalnym i pierwszy na skoczni dużej, w lutym 2020 zwyciężył na skoczni normalnej, a w październiku 2024 zdobył złoto na skoczni dużej.

## Igrzyska olimpijskie

### Indywidualnie
| 2022 Pekin/Zhangjiakou | – | 46. miejsce (K-95), nie zakwalifikował się (K-125) |

### Starty D. Wasiljewa na igrzyskach olimpijskich – szczegółowo
| Miejsce | Dzień     | Rok  | Miejscowość | Skocznia  | Punkt K | HS     | Konkurs  | Skok 1 | Skok 2 | Nota      | Strata                  | Zwycięzca               |
| ------- | --------- | ---- | ----------- | --------- | ------- | ------ | -------- | ------ | ------ | --------- | ----------------------- | ----------------------- |
| 46.     | 6 lutego  | 2022 | Zhangjiakou | Snow Ruyi | K-95    | HS-106 | indywid. | 92,0 m | –      | 101,0 pkt | 174,0 pkt               | Ryōyū Kobayashi         |
| NQ      | 12 lutego | 2022 | Zhangjiakou | Snow Ruyi | K-125   | HS-140 | indywid. | 98,5 m | 98,5 m | 69,4 pkt  | Nie zakwalifikował się. | Nie zakwalifikował się. |

## Mistrzostwa świata

### Indywidualnie
| 2021 Oberstdorf | – | 49. miejsce (K-95), 47. miejsce (K-120)                       |
| 2023 Planica    | – | 50. miejsce (K-95), 43. miejsce (K-125)                       |
| 2025 Trondheim  | – | nie zakwalifikował się (K-94), nie zakwalifikował się (K-124) |

### Drużynowo
| 2021 Oberstdorf | – | 14. miejsce (K-120)                                       |
| 2023 Planica    | – | 11. miejsce (K-125)                                       |
| 2025 Trondheim  | – | 15. miejsce (drużyna mieszana/K-124), 10. miejsce (K-124) |

### Starty D. Wasiljewa na mistrzostwach świata – szczegółowo
| Miejsce | Dzień     | Rok  | Miejscowość | Skocznia            | Punkt K | HS     | Konkurs      | Skok 1  | Skok 2  | Nota                  | Strata                  | Zwycięzca               |
| ------- | --------- | ---- | ----------- | ------------------- | ------- | ------ | ------------ | ------- | ------- | --------------------- | ----------------------- | ----------------------- |
| 49.     | 27 lutego | 2021 | Oberstdorf  | Schattenbergschanze | K-95    | HS-106 | indywid.     | 79,0 m  | –       | 76,6 pkt              | 192,2 pkt               | Piotr Żyła              |
| 47.     | 5 marca   | 2021 | Oberstdorf  | Schattenbergschanze | K-120   | HS-137 | indywid.     | 99,0 m  | –       | 55,1 pkt              | 221,4 pkt               | Stefan Kraft            |
| 14.     | 6 marca   | 2021 | Oberstdorf  | Schattenbergschanze | K-120   | HS-137 | druż.        | 97,0 m  | –       | 189,5 pkt (52,5 pkt)  | 857,1 pkt               | Niemcy                  |
| 50.     | 25 lutego | 2023 | Planica     | Srednja skakalnica  | K-95    | HS-102 | indywid.     | 89,5 m  | –       | 96,1 pkt              | 165,7 pkt               | Piotr Żyła              |
| 43.     | 3 marca   | 2023 | Planica     | Bloudkova velikanka | K-125   | HS-138 | indywid.     | 118,5 m | –       | 100,9 pkt             | 186,6 pkt               | Timi Zajc               |
| 11.     | 4 marca   | 2023 | Planica     | Bloudkova velikanka | K-125   | HS-138 | druż.        | 120,0 m | –       | 298,9 pkt (119,7 pkt) | 880,0 pkt               | Słowenia                |
| NQ      | 2 marca   | 2025 | Trondheim   | Granåsen            | K-94    | HS-102 | indywid.     | 90,0 m  | 90,0 m  | 99,3 pkt              | Nie zakwalifikował się. | Nie zakwalifikował się. |
| 15.     | 5 marca   | 2025 | Trondheim   | Granåsen            | K-124   | HS-138 | druż. miesz. | 103,0 m | –       | 138,7 pkt (67,8 pkt)  | 881,7 pkt               | Norwegia                |
| 10.     | 6 marca   | 2025 | Trondheim   | Granåsen            | K-124   | HS-138 | druż.        | 104,5 m | –       | 271,6 pkt (77,2 pkt)  | 809,2 pkt               | Słowenia                |
| NQ      | 8 marca   | 2025 | Trondheim   | Granåsen            | K-124   | HS-138 | indywid.     | 106,5 m | 106,5 m | 72,3 pkt              | Nie zakwalifikował się. | Nie zakwalifikował się. |

## Mistrzostwa świata w lotach

### Indywidualnie
| 2022 Vikersund | – | nie zakwalifikował się |

### Starty D. Wasiljewa na mistrzostwach świata w lotach – szczegółowo
| Miejsce | Dzień       | Rok  | Miejscowość | Skocznia        | Punkt K | HS     | Konkurs  | Skok 1  | Skok 2 | Skok 3 | Skok 4 | Nota      | Strata                 | Zwycięzca              |
| ------- | ----------- | ---- | ----------- | --------------- | ------- | ------ | -------- | ------- | ------ | ------ | ------ | --------- | ---------------------- | ---------------------- |
| NQ      | 11–12 marca | 2022 | Vikersund   | Vikersundbakken | K-200   | HS-240 | indywid. | 157,5 m | —      | —      | —      | 108,3 pkt | Nie zakwalifikował się | Nie zakwalifikował się |

## Mistrzostwa świata juniorów

### Indywidualnie
| 2022 Zakopane | – | 24. miejsce |
| 2023 Whistler | – | 7. miejsce  |
| 2024 Planica  | – | 8. miejsce  |

### Drużynowo
| 2022 Zakopane | – | 10. miejsce                                |
| 2023 Whistler | – | 9. miejsce                                 |
| 2024 Planica  | – | 9. miejsce, 15. miejsce (drużyna mieszana) |

### Starty D. Wasiljewa na mistrzostwach świata juniorów – szczegółowo
| Miejsce | Dzień     | Rok  | Miejscowość | Skocznia              | Punkt K | HS     | Konkurs      | Skok 1 | Skok 2 | Nota                  | Strata    | Zwycięzca         |
| ------- | --------- | ---- | ----------- | --------------------- | ------- | ------ | ------------ | ------ | ------ | --------------------- | --------- | ----------------- |
| 24.     | 3 marca   | 2022 | Zakopane    | Średnia Krokiew       | K-95    | HS-105 | indywid.     | 95,0 m | 92,0 m | 245,8 pkt             | 65,7 pkt  | Daniel Tschofenig |
| 10.     | 5 marca   | 2022 | Zakopane    | Średnia Krokiew       | K-95    | HS-105 | druż.        | 96,0 m | –      | 354,2 pkt (113,0 pkt) | 684,3 pkt | Austria           |
| 7.      | 2 lutego  | 2023 | Whistler    | Whistler Olympic Park | K-95    | HS-104 | indywid.     | 96,0 m | 95,0 m | 246,9 pkt             | 11,0 pkt  | Vilho Palosaari   |
| 9.      | 4 lutego  | 2023 | Whistler    | Whistler Olympic Park | K-95    | HS-104 | druż.        | 95,0 m | –      | 338,9 pkt (118,1 pkt) | 633,6 pkt | Austria           |
| 8.      | 8 lutego  | 2024 | Planica     | Srednja skakalnica    | K-95    | HS-102 | indywid.     | 90,0 m | 97,0 m | 242,2 pkt             | 24,5 pkt  | Stephan Embacher  |
| 9.      | 10 lutego | 2024 | Planica     | Srednja skakalnica    | K-95    | HS-102 | druż.        | 92,5 m | –      | 390,9 pkt (108,3 pkt) | 543,4 pkt | Austria           |
| 15.     | 11 lutego | 2024 | Planica     | Srednja skakalnica    | K-95    | HS-102 | druż. miesz. | 93,5 m | –      | 277,5 pkt (107,1 pkt) | 652,7 pkt | Austria           |

## Uniwersjada

### Indywidualnie
| 2023 Lake Placid | – | złoty medal |

### Drużynowo
| 2023 Lake Placid | – | 4. miejsce (drużyna mieszana), srebrny medal |

### Starty D. Wasiljewa na uniwersjadzie – szczegółowo
| Miejsce | Dzień       | Rok  | Miejscowość | Skocznia            | Punkt K | HS     | Konkurs      | Skok 1 | Skok 2 | Nota                  | Strata   | Zwycięzca |
| ------- | ----------- | ---- | ----------- | ------------------- | ------- | ------ | ------------ | ------ | ------ | --------------------- | -------- | --------- |
| 1.      | 16 stycznia | 2023 | Lake Placid | MacKenzie Intervale | K-90    | HS-100 | indywid.     | 93,5 m | 97,5 m | 257,3 pkt             | –        | –         |
| 4.      | 18 stycznia | 2023 | Lake Placid | MacKenzie Intervale | K-90    | HS-100 | druż. miesz. | 93,0 m | 91,0 m | 337,8 pkt (223,4 pkt) | 83,5 pkt | Polska I  |
| 2.      | 20 stycznia | 2023 | Lake Placid | MacKenzie Intervale | K-90    | HS-100 | druż.        | 96,0 m | 92,5 m | 470,3 pkt (245,7 pkt) | 0,2 pkt  | Austria I |

## Igrzyska olimpijskie młodzieży

### Indywidualnie
| 2020 Lozanna/ Prémanon | – | 9. miejsce |

### Starty D. Wasiljewa na igrzyskach olimpijskich młodzieży – szczegółowo
| Miejsce | Dzień       | Rok  | Miejscowość | Skocznia   | Punkt K | HS    | Konkurs  | Skok 1 | Skok 2 | Nota      | Strata   | Zwycięzca       |
| ------- | ----------- | ---- | ----------- | ---------- | ------- | ----- | -------- | ------ | ------ | --------- | -------- | --------------- |
| 9.      | 19 stycznia | 2020 | Prémanon    | Les Tuffes | K-81    | HS-90 | indywid. | 87,0 m | 85,5 m | 220,8 pkt | 36,9 pkt | Marco Wörgötter |

## Puchar Świata

### Miejsca w klasyfikacji generalnej
| Sezon     | Miejsce |
| --------- | ------- |
| 2022/2023 | 82.     |
| 2024/2025 | 52.     |

### Miejsca w poszczególnych konkursach indywidualnychPucharu Świata
stan po zakończeniu sezonu 2024/2025
| Źródło | Źródło            | Źródło           | Źródło            | Źródło                 | Źródło                 | Źródło                 | Źródło                 | Źródło                       | Źródło                       | Źródło                       | Źródło                       | Źródło                 | Źródło              | Źródło          | Źródło                 | Źródło                 | Źródło                | Źródło            | Źródło            | Źródło            | Źródło            | Źródło        | Źródło        | Źródło           | Źródło            | Źródło            | Źródło          | Źródło          | Źródło          | Źródło        | Źródło        | Źródło | Źródło | Źródło | Źródło | Źródło | Źródło | Źródło | Źródło | Źródło | Źródło | Źródło | Źródło | Źródło | Źródło | Źródło | Źródło | Źródło | Źródło |        |
| --- | ----------------- | ---------------- | ----------------- | ---------------------- | ---------------------- | ---------------------- | ---------------------- | ---------------------------- | ---------------------------- | ---------------------------- | ---------------------------- | ---------------------- | ------------------- | --------------- | ---------------------- | ---------------------- | --------------------- | ----------------- | ----------------- | ----------------- | ----------------- | ------------- | ------------- | ---------------- | ----------------- | ----------------- | --------------- | --------------- | --------------- | ------------- | ------------- | ------ | ------ | ------ | ------ | ------ | ------ | ------ | ------ | ------ | ------ | ------ | ------ | ------ | ------ | ------ | ------ | ------ | ------ | ------ |
| Sezon 2020/2021 |                   |                  |                   |                        |                        |                        |                        |                              |                              |                              |                              |                        |                     |                 |                        |                        |                       |                   |                   |                   |                   |               |               |                  |                   |                   |                 |                 |                 |               |               |        |        |        |        |        |        |        |        |        |        |        |        |        |        |        |        |        |        |        |
| Wisła HS134 | Ruka HS142        | Ruka HS142       | Niżny Tagił HS134 | Niżny Tagił HS134      | Engelberg HS140        | Engelberg HS140        | Oberstdorf HS137       | Garmisch-Partenkirchen HS142 | Innsbruck HS128              | Bischofshofen HS142          | Titisee-Neustadt HS142       | Titisee-Neustadt HS142 | Zakopane HS140      | Lahti HS130     | Willingen HS147        | Willingen HS147        | Klingenthal HS140     | Klingenthal HS140 | Zakopane HS140    | Zakopane HS140    | Râșnov HS97       | Planica HS240 | Planica HS240 | Planica HS240    | punkty            | punkty            | punkty          | punkty          | punkty          | punkty        | punkty        | punkty | punkty | punkty | punkty | punkty | punkty | punkty | punkty | punkty | punkty | punkty | punkty |        |        |        |        |        |        |        |
| - | -                 | -                | -                 | -                      | -                      | -                      | -                      | -                            | -                            | -                            | -                            | -                      | -                   | -               | q                      | 54                     | -                     | -                 | -                 | -                 | 40                | -             | -             | -                | 0                 | 0                 | 0               | 0               | 0               | 0             | 0             | 0      | 0      | 0      | 0      | 0      | 0      | 0      | 0      | 0      | 0      | 0      | 0      |        |        |        |        |        |        |        |
| Sezon 2021/2022 |                   |                  |                   |                        |                        |                        |                        |                              |                              |                              |                              |                        |                     |                 |                        |                        |                       |                   |                   |                   |                   |               |               |                  |                   |                   |                 |                 |                 |               |               |        |        |        |        |        |        |        |        |        |        |        |        |        |        |        |        |        |        |        |
| Niżny Tagił HS134 | Niżny Tagił HS134 | Ruka HS142       | Ruka HS142        | Wisła HS134            | Klingenthal HS140      | Klingenthal HS140      | Engelberg HS140        | Engelberg HS140              | Oberstdorf HS137             | Garmisch-Partenkirchen HS142 | Bischofshofen HS142          | Bischofshofen HS142    | Bischofshofen HS142 | Zakopane HS140  | Titisee-Neustadt HS142 | Titisee-Neustadt HS142 | Willingen HS147       | Willingen HS147   | Lahti HS130       | Lahti HS130       | Lillehammer HS140 | Oslo HS134    | Oslo HS134    | Oberstdorf HS235 | Oberstdorf HS235  | Planica HS240     | Planica HS240   | punkty          | punkty          | punkty        | punkty        | punkty | punkty | punkty | punkty | punkty | punkty | punkty | punkty | punkty | punkty | punkty | punkty | punkty | punkty | punkty |        |        |        |        |
| q | q                 | q                | q                 | q                      | q                      | q                      | q                      | q                            | q                            | q                            | q                            | q                      | 47                  | q               | -                      | -                      | -                     | -                 | 66                | q                 | -                 | -             | -             | -                | -                 | -                 | -               | 0               | 0               | 0             | 0             | 0      | 0      | 0      | 0      | 0      | 0      | 0      | 0      | 0      | 0      | 0      | 0      | 0      | 0      | 0      |        |        |        |        |
| Sezon 2022/2023 |                   |                  |                   |                        |                        |                        |                        |                              |                              |                              |                              |                        |                     |                 |                        |                        |                       |                   |                   |                   |                   |               |               |                  |                   |                   |                 |                 |                 |               |               |        |        |        |        |        |        |        |        |        |        |        |        |        |        |        |        |        |        |        |
| Wisła HS134 | Wisła HS134       | Ruka HS142       | Ruka HS142        | Titisee-Neustadt HS142 | Titisee-Neustadt HS142 | Engelberg HS140        | Engelberg HS140        | Oberstdorf HS137             | Garmisch-Partenkirchen HS142 | Innsbruck HS128              | Bischofshofen HS142          | Zakopane HS140         | Sapporo HS137       | Sapporo HS137   | Sapporo HS137          | Bad Mitterndorf HS235  | Bad Mitterndorf HS235 | Willingen HS147   | Willingen HS147   | Lake Placid HS128 | Lake Placid HS128 | Râșnov HS97   | Oslo HS134    | Oslo HS134       | Lillehammer HS140 | Lillehammer HS140 | Vikersund HS240 | Vikersund HS240 | Lahti HS130     | Planica HS240 | Planica HS240 | punkty |        |        |        |        |        |        |        |        |        |        |        |        |        |        |        |        |        |        |
| 29 | 44                | 50               | 33                | q                      | q                      | 50                     | 41                     | q                            | 39                           | 36                           | 34                           | -                      | -                   | -               | -                      | -                      | -                     | -                 | -                 | 38                | q                 | -             | q             | q                | q                 | q                 | q               | q               | 47              | q             | -             | 2      |        |        |        |        |        |        |        |        |        |        |        |        |        |        |        |        |        |        |
| Sezon 2023/2024 |                   |                  |                   |                        |                        |                        |                        |                              |                              |                              |                              |                        |                     |                 |                        |                        |                       |                   |                   |                   |                   |               |               |                  |                   |                   |                 |                 |                 |               |               |        |        |        |        |        |        |        |        |        |        |        |        |        |        |        |        |        |        |        |
| Ruka HS142 | Ruka HS142        | Lillehammer HS98 | Lillehammer HS140 | Klingenthal HS140      | Klingenthal HS140      | Engelberg HS140        | Engelberg HS140        | Oberstdorf HS137             | Garmisch-Partenkirchen HS142 | Innsbruck HS128              | Bischofshofen HS142          | Wisła HS134            | Zakopane HS140      | Willingen HS147 | Willingen HS147        | Lake Placid HS128      | Lake Placid HS128     | Sapporo HS137     | Sapporo HS137     | Oberstdorf HS235  | Oberstdorf HS235  | Lahti HS130   | Lahti HS130   | Oslo HS134       | Oslo HS134        | Trondheim HS105   | Trondheim HS138 | Vikersund HS240 | Vikersund HS240 | Planica HS240 | Planica HS240 | punkty | punkty | punkty | punkty | punkty | punkty | punkty | punkty | punkty | punkty | punkty | punkty | punkty | punkty | punkty | punkty | punkty | punkty | punkty |
| - | -                 | q                | q                 | q                      | 49                     | 37                     | 40                     | q                            | 49                           | 49                           | 43                           | dq                     | q                   | -               | -                      | -                      | -                     | -                 | -                 | -                 | -                 | 40            | -             | -                | -                 | -                 | -               | -               | -               | q             | -             | 0      | 0      | 0      | 0      | 0      | 0      | 0      | 0      | 0      | 0      | 0      | 0      | 0      | 0      | 0      | 0      | 0      | 0      | 0      |
| Sezon 2024/2025 |                   |                  |                   |                        |                        |                        |                        |                              |                              |                              |                              |                        |                     |                 |                        |                        |                       |                   |                   |                   |                   |               |               |                  |                   |                   |                 |                 |                 |               |               |        |        |        |        |        |        |        |        |        |        |        |        |        |        |        |        |        |        |        |
| Lillehammer HS140 | Lillehammer HS140 | Ruka HS142       | Ruka HS142        | Wisła HS134            | Wisła HS134            | Titisee-Neustadt HS142 | Titisee-Neustadt HS142 | Engelberg HS140              | Engelberg HS140              | Oberstdorf HS137             | Garmisch-Partenkirchen HS142 | Innsbruck HS128        | Bischofshofen HS142 | Zakopane HS140  | Oberstdorf HS235       | Oberstdorf HS235       | Willingen HS147       | Willingen HS147   | Lake Placid HS128 | Lake Placid HS128 | Sapporo HS137     | Sapporo HS137 | Oslo HS134    | Vikersund HS240  | Vikersund HS240   | Lahti HS130       | Planica HS240   | Planica HS240   | punkty          | punkty        | punkty        | punkty | punkty | punkty | punkty | punkty | punkty | punkty | punkty | punkty | punkty | punkty | punkty | punkty | punkty | punkty | punkty |        |        |        |
| q | q                 | 38               | 18                | 37                     | q                      | 40                     | 50                     | 41                           | q                            | q                            | q                            | q                      | q                   | dq              | -                      | -                      | -                     | -                 | 48                | 47                | 47                | 49            | q             | q                | 50                | q                 | q               | -               | 13              | 13            | 13            | 13     | 13     | 13     | 13     | 13     | 13     | 13     | 13     | 13     | 13     | 13     | 13     | 13     | 13     | 13     | 13     |        |        |        |
| Legenda |                   |                  |                   |                        |                        |                        |                        |                              |                              |                              |                              |                        |                     |                 |                        |                        |                       |                   |                   |                   |                   |               |               |                  |                   |                   |                 |                 |                 |               |               |        |        |        |        |        |        |        |        |        |        |        |        |        |        |        |        |        |        |        |
| 1 2 3 4-10 11-30 poniżej 30 dq – dyskwalifikacja q – dyskwalifikacja w kwalifikacjach q – zawodnik nie zakwalifikował się - – zawodnik nie wystartował |                   |                  |                   |                        |                        |                        |                        |                              |                              |                              |                              |                        |                     |                 |                        |                        |                       |                   |                   |                   |                   |               |               |                  |                   |                   |                 |                 |                 |               |               |        |        |        |        |        |        |        |        |        |        |        |        |        |        |        |        |        |        |        |

### Miejsca w poszczególnych konkursach drużynowychPucharu Świata
stan po zakończeniu sezonu 2024/2025
| Źródło                                                                          | Źródło          | Źródło          | Źródło                         | Źródło                         | Źródło                  | Źródło                    | Źródło                    | Źródło              | Źródło        |
| ------------------------------------------------------------------------------- | --------------- | --------------- | ------------------------------ | ------------------------------ | ----------------------- | ------------------------- | ------------------------- | ------------------- | ------------- |
| Sezon 2021/2022                                                                 | Sezon 2021/2022 | Sezon 2021/2022 | Wisła HS134                    | Bischofshofen HS142            | Zakopane HS140          | Willingen HS147 (mikst)   | Lahti HS130               | Oslo HS134 (mikst)  | Planica HS240 |
| Sezon 2021/2022                                                                 | Sezon 2021/2022 | Sezon 2021/2022 | -                              | 8                              | 9                       | -                         | 9                         | -                   | -             |
| Sezon 2022/2023                                                                 | Sezon 2022/2023 | Sezon 2022/2023 | Titisee-Neustadt HS142 (mikst) | Zakopane HS140                 | Willingen HS147 (mikst) | Lake Placid HS128 (duety) | Râșnov HS97 (duety)       | Lahti HS130         | Planica HS240 |
| Sezon 2022/2023                                                                 | Sezon 2022/2023 | Sezon 2022/2023 | -                              | -                              | -                       | 12                        | -                         | 10                  | 9             |
| Sezon 2023/2024                                                                 | Sezon 2023/2024 | Sezon 2023/2024 | Sezon 2023/2024                | Wisła HS134 (duety)            | Zakopane HS140          | Lake Placid HS128 (duety) | Oberstdorf HS235 (duety)  | Lahti HS130         | Planica HS240 |
| Sezon 2023/2024                                                                 | Sezon 2023/2024 | Sezon 2023/2024 | Sezon 2023/2024                | 11                             | 13                      | -                         | -                         | 10                  | 9             |
| Sezon 2024/2025                                                                 | Sezon 2024/2025 | Sezon 2024/2025 | Lillehammer HS140 (mikst)      | Titisee-Neustadt HS142 (duety) | Zakopane HS140          | Willingen HS147 (mikst)   | Lake Placid HS128 (mikst) | Lahti HS130 (duety) | Planica HS240 |
| Sezon 2024/2025                                                                 | Sezon 2024/2025 | Sezon 2024/2025 | -                              | 11                             | 9                       | -                         | -                         | 14                  | 10            |
| Legenda                                                                         |                 |                 |                                |                                |                         |                           |                           |                     |               |
| 1 2 3 4-8 poniżej 8 (Duety: 1 2 3 4-12 poniżej 12) - – zawodnik nie wystartował |                 |                 |                                |                                |                         |                           |                           |                     |               |

### Turniej Czterech Skoczni

#### Miejsca w klasyfikacji generalnej
| Sezon     | Miejsce |
| --------- | ------- |
| 2022/2023 | 43.     |
| 2023/2024 | 47.     |

### Raw Air

#### Miejsca w klasyfikacji generalnej
| Sezon | Miejsce |
| ----- | ------- |
| 2023  | 61.     |
| 2025  | 56.     |

### Willingen Six

#### Miejsca w klasyfikacji generalnej
| Sezon | Miejsce |
| ----- | ------- |
| 2021  | 55.     |

### Planica 7

#### Miejsca w klasyfikacji generalnej
| Sezon | Miejsce |
| ----- | ------- |
| 2023  | 50.     |
| 2024  | 47.     |
| 2025  | 53.     |

## Letnie Grand Prix

### Miejsca w klasyfikacji generalnej
| Sezon | Miejsce |
| ----- | ------- |
| 2021  | 62.     |
| 2022  | 80.     |
| 2023  | 29.     |
| 2024  | 51.     |

### Miejsca na podium w konkursach indywidualnych LGP chronologicznie
| Lp. | Dzień       | Rok  | Miejscowość | Skocznia          | Punkt K | HS     | Skok 1  | Skok 2  | Nota      | Lok. | Strata   | Zwycięzca         |
| --- | ----------- | ---- | ----------- | ----------------- | ------- | ------ | ------- | ------- | --------- | ---- | -------- | ----------------- |
| 1.  | 17 sierpnia | 2025 | Wisła       | im. Adama Małysza | K-120   | HS-134 | 123,5 m | 127,0 m | 119,3 pkt | 2.   | 10,2 pkt | Niklas Bachlinger |

### Miejsca w poszczególnych konkursach indywidualnychLGP
stan na 17 sierpnia 2025
| Źródło | Źródło           | Źródło           | Źródło           | Źródło           | Źródło            | Źródło          | Źródło            | Źródło            | Źródło          | Źródło            | Źródło | Źródło | Źródło | Źródło | Źródło | Źródło | Źródło | Źródło | Źródło | Źródło | Źródło | Źródło | Źródło | Źródło | Źródło | Źródło |
| --- | ---------------- | ---------------- | ---------------- | ---------------- | ----------------- | --------------- | ----------------- | ----------------- | --------------- | ----------------- | ------ | ------ | ------ | ------ | ------ | ------ | ------ | ------ | ------ | ------ | ------ | ------ | ------ | ------ | ------ | ------ |
| 2021 |                  |                  |                  |                  |                   |                 |                   |                   |                 |                   |        |        |        |        |        |        |        |        |        |        |        |        |        |        |        |        |
| Wisła HS134 | Wisła HS134      | Courchevel HS135 | Szczuczyńsk HS99 | Szczuczyńsk HS99 | Czajkowskij HS140 | Hinzenbach HS90 | Klingenthal HS140 | punkty            | punkty          | punkty            | punkty | punkty | punkty | punkty | punkty | punkty |        |        |        |        |        |        |        |        |        |        |
| - | -                | 45               | 39               | 14               | -                 | -               | -                 | 18                | 18              | 18                | 18     | 18     | 18     | 18     | 18     | 18     |        |        |        |        |        |        |        |        |        |        |
| 2022 |                  |                  |                  |                  |                   |                 |                   |                   |                 |                   |        |        |        |        |        |        |        |        |        |        |        |        |        |        |        |        |
| Wisła HS134 | Wisła HS134      | Courchevel HS135 | Râșnov HS97      | Hinzenbach HS90  | Klingenthal HS140 | punkty          | punkty            | punkty            | punkty          | punkty            | punkty | punkty | punkty | punkty |        |        |        |        |        |        |        |        |        |        |        |        |
| q | 39               | 41               | 31               | 48               | 28                | 3               | 3                 | 3                 | 3               | 3                 | 3      | 3      | 3      | 3      |        |        |        |        |        |        |        |        |        |        |        |        |
| 2023 |                  |                  |                  |                  |                   |                 |                   |                   |                 |                   |        |        |        |        |        |        |        |        |        |        |        |        |        |        |        |        |
| Courchevel HS132 | Courchevel HS132 | Szczyrk HS104    | Szczyrk HS104    | Râșnov HS97      | Râșnov HS97       | Hinzenbach HS90 | Hinzenbach HS90   | Klingenthal HS140 | punkty          | punkty            | punkty | punkty | punkty | punkty | punkty | punkty | punkty |        |        |        |        |        |        |        |        |        |
| 44 | dq               | 40               | 45               | 10               | 9                 | 14              | dq                | 38                | 73              | 73                | 73     | 73     | 73     | 73     | 73     | 73     | 73     |        |        |        |        |        |        |        |        |        |
| 2024 |                  |                  |                  |                  |                   |                 |                   |                   |                 |                   |        |        |        |        |        |        |        |        |        |        |        |        |        |        |        |        |
| Courchevel HS132 | Courchevel HS132 | Wisła HS134      | Wisła HS134      | Râșnov HS97      | Râșnov HS97       | Hinzenbach HS90 | Hinzenbach HS90   | Klingenthal HS140 | punkty          | punkty            | punkty | punkty | punkty | punkty | punkty | punkty | punkty |        |        |        |        |        |        |        |        |        |
| 42 | 35               | 44               | 26               | 24               | 18                | 42              | 23                | q                 | 33              | 33                | 33     | 33     | 33     | 33     | 33     | 33     | 33     |        |        |        |        |        |        |        |        |        |
| 2025 |                  |                  |                  |                  |                   |                 |                   |                   |                 |                   |        |        |        |        |        |        |        |        |        |        |        |        |        |        |        |        |
| Courchevel HS132 | Courchevel HS132 | Wisła HS134      | Wisła HS134      | Râșnov HS97      | Râșnov HS97       | Predazzo HS109  | Predazzo HS143    | Hinzenbach HS90   | Hinzenbach HS90 | Klingenthal HS140 | punkty |        |        |        |        |        |        |        |        |        |        |        |        |        |        |        |
| 14 | 14               | 17               | 2                |                  |                   |                 |                   |                   |                 |                   | 130    |        |        |        |        |        |        |        |        |        |        |        |        |        |        |        |
| Legenda |                  |                  |                  |                  |                   |                 |                   |                   |                 |                   |        |        |        |        |        |        |        |        |        |        |        |        |        |        |        |        |
| 1 2 3 4-10 11-30 poniżej 30 dq – dyskwalifikacja q – dyskwalifikacja w kwalifikacjach q – zawodnik nie zakwalifikował się - – zawodnik nie wystartował |                  |                  |                  |                  |                   |                 |                   |                   |                 |                   |        |        |        |        |        |        |        |        |        |        |        |        |        |        |        |        |

### Miejsca w poszczególnych konkursach drużynowychLGP
stan po zakończeniu LGP 2024
| Źródło                              | Źródło | Źródło | Źródło | Źródło | Źródło | Źródło | Źródło              | Źródło              | Źródło                    |
| ----------------------------------- | ------ | ------ | ------ | ------ | ------ | ------ | ------------------- | ------------------- | ------------------------- |
| 2021                                | 2021   | 2021   | 2021   | 2021   | 2021   | 2021   | 2021                | 2021                | Czajkowskij HS140 (mikst) |
| 2021                                | 2021   | 2021   | 2021   | 2021   | 2021   | 2021   | 2021                | 2021                | 10                        |
| 2022                                | 2022   | 2022   | 2022   | 2022   | 2022   | 2022   | Râșnov HS97 (duety) | Râșnov HS97 (mikst) | Klingenthal HS140 (mikst) |
| 2022                                | 2022   | 2022   | 2022   | 2022   | 2022   | 2022   | 13                  | -                   | -                         |
| Legenda                             |        |        |        |        |        |        |                     |                     |                           |
| 1 2 3 4-8 poniżej 8 - – brak startu |        |        |        |        |        |        |                     |                     |                           |

## Puchar Kontynentalny

### Miejsca w klasyfikacji generalnej
| Sezon     | Miejsce |
| --------- | ------- |
| 2019/2020 | 101.    |
| 2023/2024 | 44.     |

### Miejsca w poszczególnych konkursachPucharu Kontynentalnego
stan po zakończeniu sezonu 2024/2025
| Źródło                                                                        | Źródło            | Źródło     | Źródło     | Źródło              | Źródło              | Źródło                       | Źródło                       | Źródło          | Źródło          | Źródło        | Źródło        | Źródło           | Źródło           | Źródło              | Źródło              | Źródło            | Źródło           | Źródło           | Źródło              | Źródło              | Źródło        | Źródło        | Źródło      | Źródło      | Źródło         | Źródło         | Źródło | Źródło | Źródło | Źródło | Źródło | Źródło | Źródło | Źródło | Źródło | Źródło | Źródło | Źródło | Źródło | Źródło | Źródło | Źródło | Źródło | Źródło | Źródło | Źródło | Źródło | Źródło | Źródło | Źródło | Źródło | Źródło | Źródło | Źródło | Źródło | Źródło | Źródło | Źródło | Źródło |        |
| ----------------------------------------------------------------------------- | ----------------- | ---------- | ---------- | ------------------- | ------------------- | ---------------------------- | ---------------------------- | --------------- | --------------- | ------------- | ------------- | ---------------- | ---------------- | ------------------- | ------------------- | ----------------- | ---------------- | ---------------- | ------------------- | ------------------- | ------------- | ------------- | ----------- | ----------- | -------------- | -------------- | ------ | ------ | ------ | ------ | ------ | ------ | ------ | ------ | ------ | ------ | ------ | ------ | ------ | ------ | ------ | ------ | ------ | ------ | ------ | ------ | ------ | ------ | ------ | ------ | ------ | ------ | ------ | ------ | ------ | ------ | ------ | ------ | ------ | ------ |
| Sezon 2019/2020                                                               |                   |            |            |                     |                     |                              |                              |                 |                 |               |               |                  |                  |                     |                     |                   |                  |                  |                     |                     |               |               |             |             |                |                |        |        |        |        |        |        |        |        |        |        |        |        |        |        |        |        |        |        |        |        |        |        |        |        |        |        |        |        |        |        |        |        |        |        |
| Vikersund HS117                                                               | Vikersund HS117   | Ruka HS142 | Ruka HS142 | Bischofshofen HS142 | Bischofshofen HS142 | Klingenthal HS140            | Klingenthal HS140            | Sapporo HS137   | Sapporo HS137   | Planica HS138 | Planica HS138 | Brotterode HS117 | Brotterode HS117 | Iron Mountain HS133 | Iron Mountain HS133 | Predazzo HS104    | Predazzo HS104   | Rena HS139       | Lahti HS130         | Lahti HS130         | punkty        | punkty        | punkty      | punkty      | punkty         | punkty         | punkty | punkty | punkty | punkty | punkty | punkty | punkty | punkty | punkty | punkty | punkty | punkty | punkty | punkty | punkty | punkty | punkty | punkty | punkty | punkty | punkty | punkty | punkty | punkty | punkty | punkty | punkty | punkty | punkty | punkty | punkty | punkty | punkty | punkty |
| 58                                                                            | 48                | -          | -          | -                   | -                   | -                            | -                            | -               | -               | -             | -             | 41               | 48               | 26                  | 29                  | 50                | 56               | -                | -                   | -                   | 7             | 7             | 7           | 7           | 7              | 7              | 7      | 7      | 7      | 7      | 7      | 7      | 7      | 7      | 7      | 7      | 7      | 7      | 7      | 7      | 7      | 7      | 7      | 7      | 7      | 7      | 7      | 7      | 7      | 7      | 7      | 7      | 7      | 7      | 7      | 7      | 7      | 7      | 7      | 7      |
| Sezon 2023/2024                                                               |                   |            |            |                     |                     |                              |                              |                 |                 |               |               |                  |                  |                     |                     |                   |                  |                  |                     |                     |               |               |             |             |                |                |        |        |        |        |        |        |        |        |        |        |        |        |        |        |        |        |        |        |        |        |        |        |        |        |        |        |        |        |        |        |        |        |        |        |
| Lillehammer HS140                                                             | Lillehammer HS140 | Ruka HS142 | Ruka HS142 | Engelberg HS140     | Engelberg HS140     | Garmisch-Partenkirchen HS142 | Garmisch-Partenkirchen HS142 | Innsbruck HS128 | Innsbruck HS128 | Sapporo HS137 | Sapporo HS137 | Sapporo HS137    | Willingen HS147  | Willingen HS147     | Lillehammer HS140   | Lillehammer HS140 | Brotterode HS117 | Brotterode HS117 | Iron Mountain HS133 | Iron Mountain HS133 | Planica HS138 | Planica HS138 | Lahti HS130 | Lahti HS130 | Zakopane HS140 | Zakopane HS140 | punkty |        |        |        |        |        |        |        |        |        |        |        |        |        |        |        |        |        |        |        |        |        |        |        |        |        |        |        |        |        |        |        |        |        |
| -                                                                             | -                 | -          | -          | -                   | -                   | -                            | -                            | -               | -               | -             | -             | -                | -                | -                   | -                   | -                 | -                | -                | 18                  | 11                  | -             | -             | 9           | 12          | 20             | 15             | 115    |        |        |        |        |        |        |        |        |        |        |        |        |        |        |        |        |        |        |        |        |        |        |        |        |        |        |        |        |        |        |        |        |        |
| Legenda                                                                       |                   |            |            |                     |                     |                              |                              |                 |                 |               |               |                  |                  |                     |                     |                   |                  |                  |                     |                     |               |               |             |             |                |                |        |        |        |        |        |        |        |        |        |        |        |        |        |        |        |        |        |        |        |        |        |        |        |        |        |        |        |        |        |        |        |        |        |        |
| 1 2 3 4-10 11-30 poniżej 30 dq – dyskwalifikacja - – zawodnik nie wystartował |                   |            |            |                     |                     |                              |                              |                 |                 |               |               |                  |                  |                     |                     |                   |                  |                  |                     |                     |               |               |             |             |                |                |        |        |        |        |        |        |        |        |        |        |        |        |        |        |        |        |        |        |        |        |        |        |        |        |        |        |        |        |        |        |        |        |        |        |

## Letni Puchar Kontynentalny

### Miejsca w klasyfikacji generalnej
| Sezon | Miejsce |
| ----- | ------- |
| 2021  | 62.     |
| 2022  | 27.     |
| 2024  | 47.     |

### Miejsca w poszczególnych konkursachLetniego Pucharu Kontynentalnego
stan po zakończeniu LPK 2024
| Źródło                                                                        | Źródło             | Źródło            | Źródło            | Źródło            | Źródło            | Źródło              | Źródło              | Źródło            | Źródło      | Źródło            | Źródło            | Źródło      | Źródło      | Źródło            | Źródło            | Źródło | Źródło | Źródło | Źródło | Źródło | Źródło | Źródło | Źródło | Źródło | Źródło | Źródło |
| ----------------------------------------------------------------------------- | ------------------ | ----------------- | ----------------- | ----------------- | ----------------- | ------------------- | ------------------- | ----------------- | ----------- | ----------------- | ----------------- | ----------- | ----------- | ----------------- | ----------------- | ------ | ------ | ------ | ------ | ------ | ------ | ------ | ------ | ------ | ------ | ------ |
| 2019                                                                          |                    |                   |                   |                   |                   |                     |                     |                   |             |                   |                   |             |             |                   |                   |        |        |        |        |        |        |        |        |        |        |        |
| Kranj HS109                                                                   | Kranj HS109        | Szczuczyńsk HS140 | Szczuczyńsk HS140 | Wisła HS134       | Wisła HS134       | Frenštát HS106      | Frenštát HS106      | Râșnov HS97       | Râșnov HS97 | Lillehammer HS140 | Lillehammer HS140 | Stams HS115 | Stams HS115 | Klingenthal HS140 | Klingenthal HS140 | punkty |        |        |        |        |        |        |        |        |        |        |
| -                                                                             | -                  | 35                | 32                | -                 | -                 | -                   | -                   | -                 | -           | -                 | -                 | -           | -           | -                 | -                 | 0      |        |        |        |        |        |        |        |        |        |        |
| 2021                                                                          |                    |                   |                   |                   |                   |                     |                     |                   |             |                   |                   |             |             |                   |                   |        |        |        |        |        |        |        |        |        |        |        |
| Kuopio HS127                                                                  | Kuopio HS127       | Frenštát HS106    | Frenštát HS106    | Râșnov HS97       | Râșnov HS97       | Bischofshofen HS142 | Bischofshofen HS142 | Oslo HS106        | Oslo HS106  | Klingenthal HS140 | Klingenthal HS140 | punkty      | punkty      | punkty            | punkty            | punkty | punkty | punkty | punkty | punkty |        |        |        |        |        |        |
| 19                                                                            | 28                 | 33                | 49                | 17                | 26                | -                   | -                   | -                 | -           | -                 | -                 | 34          | 34          | 34                | 34                | 34     | 34     | 34     | 34     | 34     |        |        |        |        |        |        |
| 2022                                                                          |                    |                   |                   |                   |                   |                     |                     |                   |             |                   |                   |             |             |                   |                   |        |        |        |        |        |        |        |        |        |        |        |
| Lillehammer HS140                                                             | Lillehammer HS140  | Stams HS115       | Stams HS115       | Klingenthal HS140 | Klingenthal HS140 | Lake Placid HS100   | Lake Placid HS128   | Lake Placid HS128 | punkty      | punkty            | punkty            | punkty      | punkty      | punkty            | punkty            | punkty | punkty |        |        |        |        |        |        |        |        |        |
| -                                                                             | -                  | -                 | -                 | -                 | -                 | 12                  | 10                  | 8                 | 80          | 80                | 80                | 80          | 80          | 80                | 80                | 80     | 80     |        |        |        |        |        |        |        |        |        |
| 2024                                                                          |                    |                   |                   |                   |                   |                     |                     |                   |             |                   |                   |             |             |                   |                   |        |        |        |        |        |        |        |        |        |        |        |
| Hinterzarten HS109                                                            | Hinterzarten HS109 | Trondheim HS138   | Trondheim HS138   | Stams HS115       | Stams HS115       | Klingenthal HS140   | Klingenthal HS140   | punkty            | punkty      | punkty            | punkty            | punkty      | punkty      | punkty            | punkty            | punkty |        |        |        |        |        |        |        |        |        |        |
| 31                                                                            | 18                 | -                 | -                 | -                 | -                 | -                   | -                   | 13                | 13          | 13                | 13                | 13          | 13          | 13                | 13                | 13     |        |        |        |        |        |        |        |        |        |        |
| Legenda                                                                       |                    |                   |                   |                   |                   |                     |                     |                   |             |                   |                   |             |             |                   |                   |        |        |        |        |        |        |        |        |        |        |        |
| 1 2 3 4-10 11-30 poniżej 30 dq – dyskwalifikacja - − zawodnik nie wystartował |                    |                   |                   |                   |                   |                     |                     |                   |             |                   |                   |             |             |                   |                   |        |        |        |        |        |        |        |        |        |        |        |

## FIS Cup

### Miejsca w klasyfikacji generalnej
| Sezon     | Miejsce |
| --------- | ------- |
| 2019/2020 | 144.    |
| 2023/2024 | 24.     |
| 2024/2025 | 67.     |

### Zwycięstwa w konkursach indywidualnych FIS Cupu chronologicznie
| Lp. | Dzień    | Rok  | Miejscowość | Skocznia       | Punkt K | HS     | Skok 1  | Skok 2  | Nota      |
| --- | -------- | ---- | ----------- | -------------- | ------- | ------ | ------- | ------- | --------- |
| 1.  | 14 marca | 2024 | Zakopane    | Wielka Krokiew | K-125   | HS-140 | 131,0 m | 131,5 m | 249,4 pkt |

### Miejsca na podium w konkursach indywidualnych FIS Cupu chronologicznie
| Lp. | Dzień    | Rok  | Miejscowość | Skocznia       | Punkt K | HS     | Skok 1  | Skok 2  | Nota      | Lok. | Strata | Zwycięzca |
| --- | -------- | ---- | ----------- | -------------- | ------- | ------ | ------- | ------- | --------- | ---- | ------ | --------- |
| 1.  | 14 marca | 2024 | Zakopane    | Wielka Krokiew | K-125   | HS-140 | 131,0 m | 131,5 m | 249,4 pkt | 1.   | –      | –         |

### Miejsca w poszczególnych konkursachFIS Cupu
stan po zakończeniu sezonu 2024/2025
| Źródło                                                                        | Źródło             | Źródło           | Źródło           | Źródło           | Źródło           | Źródło           | Źródło           | Źródło             | Źródło             | Źródło           | Źródło           | Źródło         | Źródło         | Źródło               | Źródło               | Źródło          | Źródło          | Źródło         | Źródło         | Źródło        | Źródło        | Źródło         | Źródło         | Źródło        | Źródło        | Źródło         | Źródło         | Źródło | Źródło | Źródło | Źródło | Źródło | Źródło | Źródło | Źródło | Źródło | Źródło | Źródło | Źródło |        |
| ----------------------------------------------------------------------------- | ------------------ | ---------------- | ---------------- | ---------------- | ---------------- | ---------------- | ---------------- | ------------------ | ------------------ | ---------------- | ---------------- | -------------- | -------------- | -------------------- | -------------------- | --------------- | --------------- | -------------- | -------------- | ------------- | ------------- | -------------- | -------------- | ------------- | ------------- | -------------- | -------------- | ------ | ------ | ------ | ------ | ------ | ------ | ------ | ------ | ------ | ------ | ------ | ------ | ------ |
| Sezon 2016/2017                                                               |                    |                  |                  |                  |                  |                  |                  |                    |                    |                  |                  |                |                |                      |                      |                 |                 |                |                |               |               |                |                |               |               |                |                |        |        |        |        |        |        |        |        |        |        |        |        |        |
| Villach HS98                                                                  | Villach HS98       | Szczyrk HS106    | Szczyrk HS106    | Kuopio HS127     | Kuopio HS127     | Einsiedeln HS117 | Einsiedeln HS117 | Hinterzarten HS108 | Hinterzarten HS108 | Râșnov HS100     | Râșnov HS100     | Notodden HS98  | Notodden HS98  | Zakopane HS134       | Zakopane HS134       | Eau Claire HS95 | Eau Claire HS95 | Sapporo HS100  | Sapporo HS134  | punkty        | punkty        | punkty         | punkty         | punkty        | punkty        | punkty         | punkty         | punkty | punkty | punkty | punkty | punkty | punkty | punkty | punkty | punkty | punkty | punkty |        |        |
| -                                                                             | -                  | -                | -                | -                | -                | -                | -                | -                  | -                  | -                | -                | 82             | 81             | -                    | -                    | -               | -               | -              | -              | 0             | 0             | 0              | 0              | 0             | 0             | 0              | 0              | 0      | 0      | 0      | 0      | 0      | 0      | 0      | 0      | 0      | 0      | 0      |        |        |
| Sezon 2017/2018                                                               |                    |                  |                  |                  |                  |                  |                  |                    |                    |                  |                  |                |                |                      |                      |                 |                 |                |                |               |               |                |                |               |               |                |                |        |        |        |        |        |        |        |        |        |        |        |        |        |
| Villach HS98                                                                  | Villach HS98       | Kuopio HS127     | Kuopio HS127     | Kandersteg HS106 | Kandersteg HS106 | Râșnov HS100     | Râșnov HS100     | Whistler HS104     | Whistler HS104     | Notodden HS100   | Notodden HS100   | Zakopane HS140 | Zakopane HS140 | Planica HS102        | Planica HS102        | Rastbüchl HS78  | Rastbüchl HS78  | Villach HS98   | Villach HS98   | Falun HS100   | punkty        | punkty         | punkty         | punkty        | punkty        | punkty         | punkty         | punkty | punkty | punkty | punkty | punkty | punkty | punkty | punkty | punkty | punkty | punkty | punkty |        |
| -                                                                             | -                  | -                | -                | 94               | 88               | 71               | 67               | -                  | -                  | 59               | 54               | -              | -              | -                    | -                    | -               | -               | -              | -              | 49            | 0             | 0              | 0              | 0             | 0             | 0              | 0              | 0      | 0      | 0      | 0      | 0      | 0      | 0      | 0      | 0      | 0      | 0      | 0      |        |
| Sezon 2018/2019                                                               |                    |                  |                  |                  |                  |                  |                  |                    |                    |                  |                  |                |                |                      |                      |                 |                 |                |                |               |               |                |                |               |               |                |                |        |        |        |        |        |        |        |        |        |        |        |        |        |
| Villach HS98                                                                  | Villach HS98       | Szczyrk HS106    | Szczyrk HS106    | Râșnov HS97      | Râșnov HS97      | Notodden HS100   | Notodden HS100   | Park City HS100    | Park City HS100    | Zakopane HS140   | Zakopane HS140   | Planica HS102  | Planica HS102  | Rastbüchl HS78       | Rastbüchl HS78       | Villach HS98    | Villach HS98    | punkty         | punkty         | punkty        | punkty        | punkty         | punkty         | punkty        | punkty        | punkty         | punkty         | punkty | punkty | punkty | punkty | punkty | punkty | punkty | punkty | punkty |        |        |        |        |
| 62                                                                            | 78                 | -                | -                | -                | -                | -                | -                | -                  | -                  | -                | -                | -              | -              | -                    | -                    | -               | -               | 0              | 0              | 0             | 0             | 0              | 0              | 0             | 0             | 0              | 0              | 0      | 0      | 0      | 0      | 0      | 0      | 0      | 0      | 0      |        |        |        |        |
| Sezon 2019/2020                                                               |                    |                  |                  |                  |                  |                  |                  |                    |                    |                  |                  |                |                |                      |                      |                 |                 |                |                |               |               |                |                |               |               |                |                |        |        |        |        |        |        |        |        |        |        |        |        |        |
| Szczyrk HS104                                                                 | Szczyrk HS104      | Szczuczyńsk HS99 | Szczuczyńsk HS99 | Ljubno HS94      | Ljubno HS94      | Pjongczang HS109 | Pjongczang HS109 | Râșnov HS97        | Râșnov HS97        | Villach HS98     | Villach HS98     | Notodden HS98  | Notodden HS98  | Oberwiesenthal HS105 | Oberwiesenthal HS105 | Zakopane HS140  | Zakopane HS140  | Rastbüchl HS78 | Rastbüchl HS78 | Villach HS98  | Villach HS98  | punkty         | punkty         | punkty        | punkty        | punkty         | punkty         | punkty | punkty | punkty | punkty | punkty | punkty | punkty | punkty | punkty | punkty | punkty | punkty | punkty |
| -                                                                             | -                  | 33               | 28               | 34               | 63               | -                | -                | -                  | -                  | -                | -                | -              | -              | 25                   | 39                   | -               | -               | -              | -              | -             | -             | 9              | 9              | 9             | 9             | 9              | 9              | 9      | 9      | 9      | 9      | 9      | 9      | 9      | 9      | 9      | 9      | 9      | 9      | 9      |
| Sezon 2023/2024                                                               |                    |                  |                  |                  |                  |                  |                  |                    |                    |                  |                  |                |                |                      |                      |                 |                 |                |                |               |               |                |                |               |               |                |                |        |        |        |        |        |        |        |        |        |        |        |        |        |
| Szczyrk HS104                                                                 | Szczyrk HS104      | Einsiedeln HS117 | Einsiedeln HS117 | Villach HS98     | Villach HS98     | Râșnov HS97      | Râșnov HS97      | Kandersteg HS106   | Kandersteg HS106   | Notodden HS98    | Notodden HS98    | Falun HS100    | Falun HS100    | Szczyrk HS104        | Szczyrk HS104        | Oberhof HS100   | Oberhof HS100   | Zakopane HS140 | Zakopane HS140 | punkty        | punkty        | punkty         | punkty         | punkty        | punkty        | punkty         | punkty         | punkty | punkty | punkty | punkty | punkty | punkty | punkty | punkty | punkty | punkty | punkty |        |        |
| 17                                                                            | 9                  | -                | -                | -                | -                | -                | -                | -                  | -                  | -                | -                | -              | -              | -                    | -                    | -               | -               | 1              | 9              | 172           | 172           | 172            | 172            | 172           | 172           | 172            | 172            | 172    | 172    | 172    | 172    | 172    | 172    | 172    | 172    | 172    | 172    | 172    |        |        |
| Sezon 2024/2025                                                               |                    |                  |                  |                  |                  |                  |                  |                    |                    |                  |                  |                |                |                      |                      |                 |                 |                |                |               |               |                |                |               |               |                |                |        |        |        |        |        |        |        |        |        |        |        |        |        |
| Hinterzarten HS109                                                            | Hinterzarten HS109 | Frenštát HS106   | Frenštát HS106   | Szczyrk HS104    | Szczyrk HS104    | Kranj HS109      | Kranj HS109      | Villach HS98       | Villach HS98       | Einsiedeln HS117 | Einsiedeln HS117 | Otepää HS97    | Otepää HS97    | Otepää HS97          | Kandersteg HS106     | Notodden HS98   | Notodden HS98   | Falun HS100    | Falun HS100    | Szczyrk HS104 | Szczyrk HS104 | Eisenerz HS109 | Eisenerz HS109 | Oberhof HS100 | Oberhof HS100 | Zakopane HS140 | Zakopane HS140 | punkty |        |        |        |        |        |        |        |        |        |        |        |        |
| 6                                                                             | 10                 | -                | -                | -                | -                | -                | -                | -                  | -                  | -                | -                | -              | -              | -                    | -                    | -               | -               | -              | -              | -             | -             | -              | -              | -             | -             | -              | -              | 66     |        |        |        |        |        |        |        |        |        |        |        |        |
| Legenda                                                                       |                    |                  |                  |                  |                  |                  |                  |                    |                    |                  |                  |                |                |                      |                      |                 |                 |                |                |               |               |                |                |               |               |                |                |        |        |        |        |        |        |        |        |        |        |        |        |        |
| 1 2 3 4-10 11-30 poniżej 30 dq – dyskwalifikacja - − zawodnik nie wystartował |                    |                  |                  |                  |                  |                  |                  |                    |                    |                  |                  |                |                |                      |                      |                 |                 |                |                |               |               |                |                |               |               |                |                |        |        |        |        |        |        |        |        |        |        |        |        |        |